# Sant Antoni Abat (Alonso Cano)
Sant Antoni Abat és un dibuix (tinta a la ploma i a l'aiguada, i pedra negra sobre paper) de 16 × 8,4 cm realitzat per Alonso Cano cap al 1645, el qual es troba al Museu Nacional d'Art de Catalunya.

## Context històric i artístic
La figura d'Alonso Cano ocupa un lloc molt destacat en l'escenari artístic castellà del segle xvii, ja que fou un dels representants més conspicus del barroc espanyol, capaç d'abordar les diferents disciplines artístiques (fonamentalment la pintura i l'escultura) amb idèntica fortuna.
És una adquisició de la Col·lecció Casellas (1911).

## Descripció
La naturalesa d'aquest dibuix, amb la presència de la imatge d'un sant amb uns atributs iconogràfics molt definits i emplaçat en una base prismàtica, permet aventurar que és un disseny de tipus escultòric: potser és un estudi per a un element que va formar part d'un retaule actualment perdut o tal vegada un simple divertimento artístic no condicionat per cap encàrrec concret. L'atribució d'aquest dibuix a Alonso Cano (atesa la seua incontestable qualitat) sembla una hipòtesi plausible si es comparen els seus trets estilístics amb altres obres l'autoria de les quals no ha estat qüestionada. Des del punt de vista formal, es palesen evidents coincidències amb produccions corresponents al període d'activitat madrilenya de Cano (anterior al seu trasllat a Granada) que es manifesten d'una forma més precisa tant en la manera de modelar el cos de les figures com en l'ús d'una determinada tipologia a l'hora de dibuixar les mans. Fins i tot, s'hi adverteixen similituds concretes amb la construcció arquitectònica representada en el segon terme d'un dibuix de Sant Joaquim conservat al museu de la Reial Acadèmia de Belles Arts de San Fernando de Madrid.